# Врановац (Пећ)
Врановац (алб. Vranoc) је насељено место у општини Пећ, на Косову и Метохији. Према попису становништва из 2011. у насељу је живело 959 становника.

## Становништво
Према попису из 2011. године, Врановац има следећи етнички састав становништва:
| Националност | 2011.        |
| Албанци      | 959 (100,0%) |
| Укупно       | 959          |

| Демографија | Демографија | Демографија |
| Година      | Становника  | Становника  |
| ----------- | ----------- | ----------- |
| 1948.       | 406         |             |
| 1953.       | 419         |             |
| 1961.       | 467         |             |
| 1971.       | 618         |             |
| 1981.       | 752         |             |
| 1991.       | 760         |             |
| 2011.       | 959         |             |